# Río Siret
El río Siret (en ucraniano: Серет; en ruso: Сирет; en húngaro: Szeret) es un largo río europeo, uno de los principales afluentes del Danubio que discurre por Ucrania, Moldavia y Rumania. Tiene una longitud de 706 km (559 km en Rumania) y drena una cuenca de 44 835 km².

## Geografía
El río Siret nace en los Cárpatos, en la divisoria que marca la frontera entre Rumania y Ucrania, en la vertiente septentrional, a 1238 m. El río se encamina en dirección norte descendiendo a la región norte de Bucovina, en el óblast de Chernivtsi. Pasa por Berehomet y Zhadova, donde comienza a virar hacia el sureste. Sigue por Storozhynets, Ropcha, Kamenka y Volchinets. El río abandona Ucrania y entra en Rumania por la parte nororiental.
Durante el primer tramo forma la frontera natural entre Botoșani y Suceava continúa manteniendo la misma dirección sureste. Llega a Siret y sigue por las pequeñas localidades de Grămești, Zvoriștea, Liteni. Después recibe por la derecha al río Suceava, a unos 20 km de que este haya pasado por la ciudad de Suceava. Continúa por Pașcani, Stolniceni-Prăjescu y Roman, después recibe por la derecha al río Bistrița, unos 5 km después de que este haya pasado por la capital Bacău. Sigue el Siret aguas abajo, llegando a Răcăciuni y Adjud. En su tramo final recibe por la izquierda al río Bârlad (289 km) y tras pasar cerca de Mărășești, vuelve a recibir, por la otra tramo, al río Buzău (325 km).
Finalmente se une al río Danubio en su tramo final, muy cerca de la desembocadura, por su margen izquierda, cerca de Galați.

## Historia
Su antiguo nombre en latín, era Hierasus. 

## Afluentes
Sus principales afluentes son:
- por la derecha:

- río Buzău, con una longitud de 325 km y una cuenca de 5505 km².
- río Bistrița, con una longitud de 290 km y una cuenca de 6400 km².
- río Moldova, con una longitud de 237 km y una cuenca de 4315 km².
- río Suceava, con una longitud de 170 km y una cuenca de 3800 km².
- río Trotuș, con una longitud de 162 km y una cuenca de 4349 km².
- río Putna, con una longitud de 144 km y una cuenca de 2720 km².
- río Râmnicul Sărat, con una longitud de 137 km y una cuenca de 1.063 km².

- por la izquierda:

- río Bârlad, con una longitud de 289 km y una cuenca de 7330 km².